# 1750 în literatură
Anul 1750 în literatură a implicat o serie de evenimente și cărți noi semnificative.  

## Cărți noi
- Henry Brooke - A New Collection of Fairy Tales
- John Cleland - Fanny Hill
- Sarah Fielding (atribuire) - The History of Charlotte Summers
- Edward Kimber - The Life and Adventures of Joe Thompson
- Charlotte Lennox - The Life of Harriot Stuart
- Robert Paltock - The Life and Adventures of Peter Wilkins
- Sarah Scott - The History of Cornelia